# 友永翔太
友永 翔太（ともなが しょうた、1991年4月1日 - ）は、神奈川県秦野市出身の元プロ野球選手（外野手）、野球指導者、起業家、ラジオパーソナリティ。右投左打。みらいくーる業務提携。
実父は俳優の内田潤一郎で、自身も東海大相模高校への在学中まで内田姓を名乗っていたが、両親の離婚を機に苗字を母方の友永姓へ変更。

## 経歴

### プロ入り前
秦野市立本町小学校から本町中学校へ進学。中学生時代には、「秦野リトルシニア」に所属していた。
東海大相模高校では、硬式野球部の1学年先輩に菅野智之・田中広輔、同期に大田泰示・角晃多がいた。2年時の夏には全国高等学校野球選手権神奈川大会、3年時の夏には第90回全国高等学校野球選手権北神奈川大会で決勝まで進出したが、甲子園球場の全国大会と無縁のまま国際武道大学へ進学した。
国際武道大学野球部には遊撃手として入部したが、2年時の途中から外野手に転向。千葉県大学野球のリーグ戦では、2年時と3年時の秋季に、外野手としてベストナインに選ばれた。チームが春秋連覇を達成した4年時には、明治神宮野球大会と全日本大学野球選手権大会にも出場したが、いずれも初戦で敗退した。野球部での同期に、西野真弘がいる。
大学卒業後の2013年に日本通運へ入社すると、背番号0を着用しながら、1年目から「1番・中堅手」としてレギュラーに定着。2年目の2014年には、JABA東北大会で敢闘賞を受賞すると、かずさマジックの補強選手として第85回都市対抗野球大会に出場した。日本通運時代には、社業として現金輸送の業務を行っていた。
2014年10月23日に開催されたNPBドラフト会議で、中日ドラゴンズから3巡目で指名。契約金5,500万円、年俸1,000万円（金額は推定）という条件で入団すると、中日の新人選手では1998年の福留孝介以来16年振りに、背番号1を与えられた。
なお、ドラフト会議直後（2014年10月29日）の時点では、社会人野球の公式戦で通算打率.300（110打数33安打）をマーク。日本通運の外野手として出場した11月の第40回社会人野球日本選手権大会では、バイタルネットとの初戦で、5打数5安打4打点を記録した。さらに、この年の社会人野球ベストナインに外野手として選ばれている。

### 中日時代
2015年には、開幕一軍入りを逃したものの、4月24日の対横浜DeNAベイスターズ戦（横浜スタジアム）4回表に代打で一軍公式戦にデビュー。7月5日の対読売ジャイアンツ戦（ナゴヤドーム）に「2番・中堅手」としてスタメンに起用されると、1回裏に菅野から一軍公式戦初安打を放ったほか、初盗塁を記録した。また、二軍のウエスタン・リーグ公式戦には、112試合の出場で最終規定打席に到達。リーグ12位の打率.231、1本塁打、リーグ3位タイの12盗塁を記録したほか、7月に倉敷マスカットスタジアムで開催予定のフレッシュオールスターゲームでは、同リーグ選抜の「1番・中堅手」としてスタメンに起用されることが発表されていた（実際には悪天候のため中止）。一軍公式戦では前述の1安打だけに終わったため、シーズン終了後の契約交渉では、野球協約で定められた減俸率の上限（25%）を翌2016年の年俸へ適用することを球団側から提示。この提示を受け入れた末に、推定年俸750万円という条件で契約を更改した。
2016年には、前年に出場を予定していたフレッシュオールスターゲーム（倉敷マスカットスタジアム）に、ウエスタン・リーグ選抜の「3番・中堅手」としてフル出場。同リーグの公式戦では、5月度の月間MVPを受賞したほか、2年連続の最終規定打席到達（88試合出場）でリーグ9位の打率.266を記録した。しかし、一軍公式戦では12試合の出場で2安打を放っただけで、シーズン終了後に現状維持（推定年俸750万円）という条件で契約を更改した。
2017年には、ウエスタン・リーグ公式戦で、チーム最多の106試合に出場。3年連続でリーグの最終規定打席へ到達するとともに、リーグ8位の打率.269を記録した。一軍公式戦では、10月1日の対東京ヤクルトスワローズ戦（明治神宮野球場）に「9番・左翼手」としてスタメンに起用。3回表の打席で適時二塁打を放ったことによって、一軍公式戦での初打点を挙げた。シーズン終了後に、推定年俸700万円（前年から50万円減）という条件で契約を更改。
2018年には、ウエスタン・リーグ公式戦89試合で打率.184をマーク。入団後初めて最終規定打席に到達しなかったほか、一軍公式戦への出場機会もなかったため、シーズン終了後に背番号を62へ変更した。
2019年には、ウエスタン・リーグ公式戦89試合で打率.259、3本塁打、7盗塁をマーク。5月中旬からは2年振りに一軍へ昇格したが、一軍公式戦では10試合の出場で1本の安打も放てないまま、10月1日に球団から戦力外通告。

### 中日退団後
他球団での現役続行を希望したことから、2019年11月12日には12球団合同トライアウト（大阪シティ信用金庫スタジアム）に参加したが、4打席無安打に終わった。後にどの球団からも獲得のオファーがなかったことから、現役からの引退を決断した。同月30日には、この年から始まったワールドトライアウト（明治神宮野球場）に参加。「現役最後の試合」として臨んだにもかかわらず、1試合目に犠飛と右前適時打、2試合目に適時三塁打で2打点ずつ挙げたほか、2試合目では二塁の守備にも就いた。12月2日に、NPBから自由契約選手として公示。
なお、中日から戦力外通告を受けてからは、『プロ野球戦力外通告・クビを宣告された男達』（TBSテレビ）のスタッフが友永に密着取材。2019年12月30日には、その模様が全国ネットで放送されるとともに、起業を視野に活動していることが伝えられた。

### 現役引退後
2020年1月末に、株式会社RESKA（レスカ）を設立。中日の本拠地である名古屋市内でブライダルサロンを運営しているほか、かねてから関心のあったアパレルブランドの立ち上げや、マンツーマン方式による野球教室の運営を計画している。同年4月には、RESKAの経営と並行しながら、1ヶ月限定でウーバーイーツの配達員（名古屋市内を自転車で配達するアルバイトスタッフ）を務めたことで注目された（詳細後述）。その一方で、みらいくーる（芸能プロダクション）とスポーツコメンテーターとしてマネジメント契約を締結（2024年現在は業務提携）。同年5月からは、『友永翔太のENJOY LIFE』（MID-FMで毎週火曜日に放送される冠番組）のパーソナリティも務めている。また、日本未来スポーツ振興協会の愛知支部長としても活動をしている。
2021年2月5日に学生野球資格回復制度を通じ日本学生野球協会から資格の回復を認定され、同年4月3日には同月1日付けで岐阜協立大学硬式野球部臨時コーチに就任したことを、自身のTwitterおよびInstagramアカウントで発表した。これは同部の監督・臼井洋介が国際武道大時代の同期だった縁によるもので、2022年4月からは外部コーチに就任。部の練習には週3、4度訪れ、走塁や打撃、守備だけでなく投手の指導にも携わり、ベンチにも入るようになった。しかし、同年5月に監督が臼井が部から不在になり、同時期に友永も部から離れている。
その後、同年からは大分県別府市に移り住み、叔父の経営する「フラワーショップたつみえん」に勤務。同店の作家の作品であるドライフラワーの制作に携わっている（オーダーの聞き取り）。2024年2月に名古屋市に転居予定だが、活動は続けると話している。

## 選手としての特徴
身長は170cmで、中日へ入団した時点では、当時所属していた選手で最も低かった。
手動計測ながら50m走で最速5秒8を計測したほどの俊足の持ち主で、中日へ入団する際にも「足に自信があります」と語っていた。また、高校時代までは主に内野手として起用されていたため、中日へ入団するまでにバッテリー以外の全ポジションを守った経験を持つ。
中日への入団後は、二軍でレギュラーに定着したものの、打撃面での勝負弱さを自認。首脳陣からは西川遥輝や中島卓也のような左打者を目指すよう勧められていたが、年俸の増額を勝ち取るほどの活躍に至らないまま、入団5年目に戦力外通告を受けた。現役からの引退を経て起業家に転身した後には、現役時代の自身について、「（球団の関係者などから）さまざまなアドバイスをいただけたのはありがたいですが、『これだけは変えない』という芯がなかったので、変な意味で『イエスマン』になってしまった。芯がないと、プロでは生きていけない（ことを実感した）」と述懐している。

## 人物
高校時代に両親が離婚してからは、実母のもとで育ったほか、祖父から学費の援助を受けていた。中日からの戦力外通告後に12球団合同トライアウトへ参加したのも、実母と祖父の後押しによる。トライアウトの直前に祖父が急逝したため、祖父の葬儀で「必ずいい結果を報告します」と霊前に約束したが、思うような結果を残せずに引退を決意。ワールドトライアウトの終了後に実母へ引退を報告すると、「プロ野球は終わりますけど、僕自身は終わらない」という心構えの下に、起業への準備を始めた。起業に際しては、「中日時代の後年は、秋が近付くたびに戦力外通告の恐怖が頭をよぎって、野球に集中できなかった」という自身の経験から、「（同じような境遇にある現役選手に）セカンドキャリアの見本を身をもって示すことで、引退後の不安を少しでも無くしたい」との思いが込められている。
現役を引退してから最初に設立した会社に「RESKA（レスカ）」と名付けたのは、「SNSのユーザーネームを決める際に、目の前にレスカ（レモンスカッシュ）があった」という高校時代のエピソードに、"Restart Keen Attack"（「人生の再出発に勢いよく挑戦していきたい」という意味の英語）を重ねたことによるという。もっとも、設立のタイミングが新型コロナウイルスへの感染拡大と重なった影響で開店休業状態に陥ったことから、ウーバーイーツに配達員として登録。1ヶ月限定ながら、週3 - 4日のペースで、1日当たり30 - 40kmの道程を自転車で配達していた。「人生経験」を兼ねた1ヶ月限定のアルバイトであったため、勤務期間の終了後には、新型コロナウイルス感染拡大の影響で日本国内での供給量が不足していたマスク1000枚を配達報酬の全額で購入したうえで、名古屋養育院（中日の選手時代に訪問していた名古屋市内の児童養護施設）へ寄付。寄付を公表した直後に受けた取材では、「（今は）金銭感覚を（プロ野球選手から一般の社会人のレベルに）戻さなければいけないので、『100円を稼ぐことがどれだけ大変か』を知る必要があります。その（大変さを知りながら稼いだ）お金でマスクを買うことは他人のためです」と説明している。

## 詳細情報

### 年度別打撃成績
| 年 度    | 球 団    | 試 合 | 打 席 | 打 数 | 得 点 | 安 打 | 二 塁 打 | 三 塁 打 | 本 塁 打 | 塁 打 | 打 点 | 盗 塁 | 盗 塁 死 | 犠 打 | 犠 飛 | 四 球 | 敬 遠 | 死 球 | 三 振 | 併 殺 打 | 打 率 | 出 塁 率 | 長 打 率 | O P S |
| -------- | -------- | ----- | ----- | ----- | ----- | ----- | -------- | -------- | -------- | ----- | ----- | ----- | -------- | ----- | ----- | ----- | ----- | ----- | ----- | -------- | ----- | -------- | -------- | ----- |
| 2015     | 中日     | 7     | 20    | 18    | 0     | 1     | 0        | 0        | 0        | 1     | 0     | 2     | 0        | 1     | 0     | 1     | 0     | 0     | 7     | 1        | .056  | .105     | .056     | .161  |
| 2016     | 中日     | 12    | 10    | 9     | 2     | 2     | 0        | 0        | 0        | 2     | 0     | 0     | 0        | 1     | 0     | 0     | 0     | 0     | 4     | 0        | .222  | .222     | .222     | .444  |
| 2017     | 中日     | 5     | 17    | 16    | 0     | 4     | 2        | 0        | 0        | 6     | 2     | 0     | 1        | 0     | 0     | 0     | 0     | 1     | 4     | 0        | .250  | .294     | .375     | .669  |
| 2019     | 中日     | 10    | 10    | 9     | 0     | 0     | 0        | 0        | 0        | 0     | 0     | 0     | 0        | 0     | 0     | 1     | 0     | 0     | 4     | 0        | .000  | .100     | .000     | .100  |
| NPB：4年 | NPB：4年 | 34    | 57    | 52    | 2     | 7     | 2        | 0        | 0        | 9     | 2     | 2     | 1        | 2     | 0     | 2     | 0     | 1     | 19    | 1        | .135  | .182     | .173     | .355  |

### 年度別守備成績
| 年 度 | 球 団 | 外野  | 外野  | 外野  | 外野  | 外野  | 外野     |
| 年 度 | 球 団 | 試 合 | 刺 殺 | 補 殺 | 失 策 | 併 殺 | 守 備 率 |
| ----- | ----- | ----- | ----- | ----- | ----- | ----- | -------- |
| 2015  | 中日  | 4     | 2     | 0     | 0     | 0     | 1.000    |
| 2016  | 中日  | 3     | 2     | 0     | 0     | 0     | 1.000    |
| 2017  | 中日  | 4     | 8     | 0     | 0     | 0     | 1.000    |
| 2019  | 中日  | 2     | 0     | 0     | 0     | 0     | .---     |
| 通算  | 通算  | 13    | 12    | 0     | 0     | 0     | 1.000    |

### 記録
- 初出場：2015年4月24日、対横浜DeNAベイスターズ4回戦（横浜スタジアム）、4回表に八木智哉の代打で出場
- 初打席：同上、4回表に井納翔一から一塁ゴロ
- 初先発出場：2015年4月25日、対横浜DeNAベイスターズ5回戦（横浜スタジアム）、7番・右翼手で先発出場
- 初安打：2015年7月5日、対読売ジャイアンツ14回戦（ナゴヤドーム）、1回裏に菅野智之から右前安打
- 初盗塁：同上、1回裏に二盗（投手：菅野智之、捕手：加藤健）
- 初打点：2017年10月1日、対東京ヤクルトスワローズ25回戦（明治神宮野球場）、3回表に梅野雄吾から右中間適時二塁打

### 背番号
- 1 （2015年 - 2018年）
- 62（2019年）

### 登場曲
- 「#nofilter」CREAM（2015年 - 2019年、2016年から奇数打席のみ）
- 「CHANGE (143 Remix)」CREAM（2016年 - 2019年、偶数打席）
- 「BANG BANG BANG」BIGBANG（2016年 - 2019年、得点圏打撃時）

## 関連情報

### 出演
現役引退後のレギュラー番組のみ記載。

#### ラジオ番組
- 友永翔太のENJOY LIFE（MID-FM、2020年5月26日 - 8月25日、毎週火曜日19:00 - 19:30） - パーソナリティ